# Macbeth (gruppo musicale)
I Macbeth sono un gruppo musicale gothic metal/symphonic metal italiano. Sotto contratto con la Dragonheart Records, hanno pubblicato 5 album dal 1998.

## Storia del gruppo
I Macbeth sono una band gothic metal di spicco nel panorama musicale italiano ed internazionale. Fondati nel 1995 dal batterista Fabrizio Cislaghi, debuttano nel 1997 pubblicando Nocturnal Embrace, demo tape a copie numerate.
Nel 1998 i Macbeth firmano un contratto discografico per tre album con Dragonheart Records, divisione della fiorentina Audioglobe  e lo stesso anno pubblicano il loro primo album Romantic Tragedy's Crescendo.
L'album ottiene ottime recensioni in tutta Europa piazzandosi tra gli album cult del gothic metal sinfonico.
Dopo un tour promozionale e un cambio di line-up i Macbeth entrano in studio per registrare il secondo lavoro: Vanitas che uscirà nel 2001. L'album mostra un approccio più aggressivo, senza però perdere quel lato melodico, marchio di fabbrica della band meneghina.
Il salto di qualità avviene però con la pubblicazione di Malae Artes, nel 2005. Il terzo album registrato da una formazione rinnovata verrà pubblicato in Messico, Russia e Repubbliche baltiche, Taiwan e negli U.S.A. Il tour promozionale porterà la band dall'Europa al Sud America. Il Malae Artes Tour toccherà anche le principali città del Messico. Nel 2006 i Macbeth si esibiscono a Beirut, come band headliner del Rock Nation, entrando così nella top degli artisti che si sono esibiti in Libano.
La cantante Morena Rozzi collabora con il progetto musicale Rezophonic e con l'emittente televisiva Rock TV dove conduce Morning Glory, intervista artisti e partecipa al programma Database.
Nel 2007 viene pubblicato Superangelic Hate Bringers da cui viene estratto Without You come primo singolo per la realizzazione del video promozionale.
Superangelic Hate Bringers è il lavoro più maturo, più diretto e contraddistinto da una produzione migliore dei lavori precedenti. Il magazine britannico Classic Rock ne pubblica una recensione entusiastica sul numero di dicembre dello stesso anno.
Nel 2008, per la prima volta i Macbeth raggiungono l'Inghilterra per un tour e ritornano in Belgio per la sesta edizione del Metal Female Voices Fest. Lo stesso anno la cantante partecipa come ospite al Metal March Day Festival che si tiene ad Atene, in Grecia.
Don't Pretend, brano tratto da Superangelic Hate Bringers, verrà usata da Sky Sport durante tutto il Grand Prix di Formula 1.
Già al lavoro sul nuovo album la band, nel 2009 è costretta a prendersi una lunga pausa a causa di problemi personali, ma la lunga gestazione ha permesso di registrare un album dalle doti superiori.
Nel 2014 viene pubblicato Neo-Gothic Propaganda da cui viene estratto il primo singolo e video "Scent of winter" La canzone Last Night in Shanghai, tratta sempre da Neo-Gothic Propaganda, è stata utilizzata come sigla del programma Sky Paddock del palinsesto di Sky Sport durante il Gran Premio di Cina di Formula 1 (a Shanghai per l'appunto)  dal 2014 al 2018.

## Formazione

### Formazione attuale
- Morena Rozzi: voce femminile (pulita)
- Andreas Cislaghi: voce maschile (pulita e death)
- Fabrizio Cislaghi: batteria
- Max Montagano: chitarra ritmica e solista
- Marco "Sem" Semenza: basso

### Ex componenti
- Vittorio: 1995-2000 (voce)
- Fabio: 1996 -1999 (basso)
- Monica: 1996 (tastiere)
- Cristina: 1996-1998 (voce)
- Sabina: 1996-1998 (voce)
- Jessica: 1999 (voce)
- Alex: 1995-2001 (chitarra)
- Andrea: 1995-2004 (tastiere)
- Luca: 1995-2005 (chitarra)
- Carlo: 2005 (tastiere)

## Discografia
Album in studio
- 1998 - Romantic Tragedy's Crescendo
- 2001 - Vanitas
- 2005 - Malae Artes
- 2007 - Superangelic Hate Bringers
- 2014 - Neo-Gothic Propaganda

Demo
- 1997 - Nocturnal Embrace